# Oldřich Nový
Oldřich Nový (né le 7 août 1899 à Prague, Autriche-Hongrie – mort le 15 mars 1983 à Prague, Tchécoslovaquie) fut un acteur de théâtre et de cinéma, un compositeur, un réalisateur, un chanteur et un dramaturge tchèque. Il est considéré comme étant l'un des plus grands acteurs tchèques de la première moitié du XXe siècle.

## Biographie

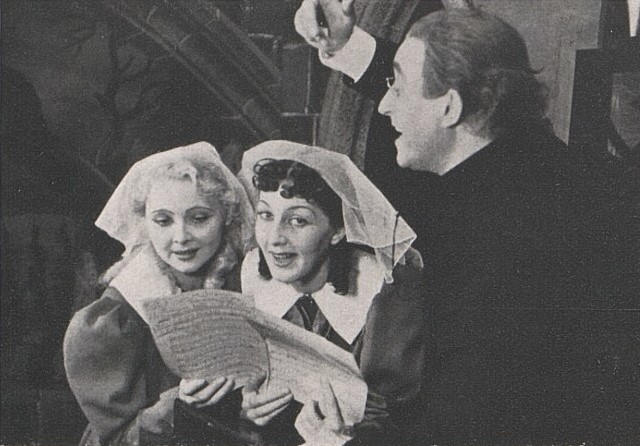
Mam'zelle Nitouche en 1938 en Tchécoslovaquie avec Oldřich Nový, Ljuba Hermanová et Truda Grosslichtová

### Théâtre
Son père, qui était pompier, voulait qu'il devienne typographe, mais encouragé par son oncle, Miloš Nový, un acteur connu du Théâtre national, il choisit de devenir comédien.
En 1916, Oldřich Nový rejoignit la troupe de théâtre amateur Řemeslnická beseda et fit des apparitions dans U labutě, un cabaret populaire. L'année suivante, il joua au Variété de Karlín. En 1918, il eut un engagement à Ostrava avant de travailler en 1919 à Brno où il fut directeur de la section opérette du Théâtre national de Brno. Oldřich Nový y resta une quinzaine d'années avant de revenir à Prague.
En 1935, il fonda le Nové divadlo (Nouveau théâtre) avec sa femme Alice Valentová-Nová (née Alice Wienerová-Mahlerová).Il tenta de développer un nouveau genre de comédie musicale qui combinait opérette traditionnelle et phrases parlées. Pour Eduard Bass, il s'agissait d'une « opérette pour gens cultivés » même si le succès ne vint qu'après les premiers films d'Oldřich Nový.
Pendant l'occupation allemande de la Tchécoslovaquie lors de la Seconde Guerre mondiale, Oldřich Nový fut une cible de la presse fasciste et fut pourchassé par les Nazis : sa femme était juive. Ils furent tous deux internés en camp de concentration en 1944.
Dans la seconde moitié des années 1940, les théâtres tchécoslovaques furent nationalisés et Oldřich Nový « fit don » de son théâtre au nouvel état communiste. L'opérette et la comédie musicale étaient considérées comme étant un anachronisme bourgeois et furent donc banies par le régime communiste au même titre que les films qui ne respectaient pas le réalisme socialiste. il fut désigné pour diriger le Divadlo Umění lidu avec Jan Werich, puis le Théâtre d'état de Karlín.

### Télévision
Dans les années 1960, il apparut à la télévision tchécoslovaque dans la série Taková normální rodinka.

### Cinéma
Sa première apparition au cinéma date de 1922 dans le film The Mysterious Beauty de Přemysl Pražský, mais il ne commença à tourner régulièrement que dans la seconde partie des années 1930, à son retour de Brno. Son premier rôle important fut dans Camel Through the Eye of a Needle d'Hugo Haas. En 1937, il rencontra Martin Frič et ils entamèrent une collaboration qui donna lieu à un succès en 1939 : Christian. Oldřich Nový continua sa carrière après la Seconde Guerre mondiale.
Son nom est mentionné plusieurs fois dans le film Dancer in the Dark (2000) de Lars von Trier.

## Filmographie
- 1969 : Světáci : Dvorský

## Sources de la traduction
- (en) Cet article est partiellement ou en totalité issu de l’article de Wikipédia en anglais intitulé « Oldřich Nový » (voir la liste des auteurs).